# Lilla Transåssjön
Lilla Transåssjön är en sjö i Borås kommun i Västergötland och ingår i Viskans huvudavrinningsområde.